# 205 a. C.
El año 205 a. C. fue un año del calendario romano prejuliano. En el Imperio Romano, fue conocido como el año 549 Ab Urbe condita.

## Acontecimientos

### Hispania
- L. Léntulo y L. Manlio Acidino, procónsules de Hispania. Los romanos reprimen la rebelión de las tribus del norte del Ebro, dirigidas por Indíbil y Mandonio.

### República romana
- Publio Cornelio Escipión decide despreciar a Aníbal en Italia y la oposición política en el Senado romano y en lugar de ello decide golpear a Cartago en el norte de África. Escipión pasa a Sicilia con un ejército que en parte está formado por voluntarios puesto que el Senado romano no le proporciona un ejército.
- El propretor romano Quinto Pleminio captura la ciudad de Locros Epicefirios a los cartagineses. El intento de Aníbal de recuperar la ciudad se ve impedido por la aparición del ejército de Escipión.
- Escipión envía al general romano Cayo Lelio al norte de África para preparar el camino para su posterior invasión.
- Un ejército cartaginés bajo Magón Barca toma tierra en Liguria, tomando Génova y Savona.
- Aníbal erige una inscripción bilingüe Púnico/griega describiendo sus logros en el templo de Juno Lacinia cerca de Crotona.

### Grecia
- Filipo V de Macedonia firma una paz temporal (la Paz de Fenice) con Roma en términos favorables para un final macedonio de la primera guerra macedónica. El tratado formalmente reconoce una posición favorable de Macedonia, incluyendo su captura de Iliria, pero a su vez Filipo repudia efectivamente su alianza con Aníbal.